# Władcy Gruzji

## KrólowieIberii

### Królowie Iberii
Dynastia Farnabazydów
- Farnawaz I (król (mepe) Iberii (Kartlii) 299–234 p.n.e.)
- Saurmag I (234–159) [syn]

Dynastia Nimrodydów
- Mirwan I (Mirian) (159–109) [zięć; syn adoptowany]
- Farnadżom (ok. 109–90) [syn]

Dynastia Arsacydów
- Arsakes (Arszak) I (90–78) [szwagier; syn Artawazdesa I, króla Armenii]
- Artokes (Artog) (78–63) [syn]
- Farnawaz II (Bartom) (63–30) [syn]

Dynastia Nimrodydów (druga dynastia Farnabazydów)
- Mirwan II (30–20) [syn Farnadżoma]
- Arszak II (20–1 n.e.) [syn]
- Farsman I (Aderk) (1–58) [po kądzieli wnuk Farnawaza II]
- Mitrydates I (Mirdat) Flaviodate (58–106) [syn]
- Amazasp I Ksefarnuges (106–116) [syn]
- Farsman II Dobry (116–132) [syn]
- Radamist (Adam) (132–135) [syn]
- Farsman III (135–185) [syn]
- Amazasp II (185–189) [syn]

Dynastia Arsacydów
- Rew I Sprawiedliwy (189–216) [syn Wologazesa IV, króla Partów; po kądzieli wnuk Farsmana III]
- Wacze I (216–234) [syn]
- Bakur (234–249) [syn]
- Mitrydates II (249–265) [syn]
- Amazasp III (antykról 260–265) [Farnabazyda]
- Aspagur I (265–284) [syn Mitrydatesa II]

Dynastia Chosroidów (Mihranidów)
- Mirwan III (284–361) [zięć Aspagura I]
- Rew II (koregent 345–361) [syn]
- Saurmag II (361–363) [syn]
- Aspagur II (Varaz Bakur l) (363–365) [stryj]
- Mirdat III (365–380) [syn]
- Aspagur III (Waraz Bakur lI) (380–394) [syn]
- Tirydat l (394–406) [syn Rewa]
- Farsman IV (406–409) [syn Aspagura III]
- Mirdat IV (409–411; usunięty) [brat]
- Arczil l (411–435) [syn]
- Mirdat V (435–447) [syn]
- Wachtang l Gorgasal (447–522) [syn]
- Daczi I (Wacze II) (522–534) [syn]
- Bakur II (534–547) [syn]
- Farsman V (547–561) [syn]
- Farsman VI (561 – ?) [bratanek]
- Bakur III (? – 580) [syn]
- Obalenie monarchii przez Persów i Bizancjum 580

### Książęta Iberii
Linia Guramidów
- Guram (Guaram) I (książę Iberii 588–590) [wnuk Wachtanga I]
- Stefan I (ok. 590–627) [syn]

Dynastia Chosroidów
- Adarnase I (627–637/42) [syn Bakura III]
- Stefan II (637/42–650) [syn]
- Zależność od kalifatu Omajjadów, potem Abbasydów 645–912
- Adarnase II (ok. 650–684/5) [syn]

Linia Guramidów
- Guram II (684/5 – p. 693) [syn Stefana I?]
- Guram III Młodszy (p. 693–748) [wnuk?]

Dynastia Nersianidów
- Adarnase III (ok. 748–760) [mąż prawnuczki Adarnasego II]
- Narses (ok. 760–779/80; usunięty 772–775) [syn; mąż prawnuczki Adarnasego II]

Dynastia Chosroidów – linia Guramidów
- Stefan III (779/80–786) [wnuk Gurama III]
- Interregnum 786–813

Dynastia Bagratydów
- Aszot I Wielki (813–830) [po kądzieli prawnuk Gurama III]
- Interregnum 830–842/3
- Bagrat I (842/3–876) [syn]
- Dawid I (876–881) [syn]
- Gurgen I (881–891) [wnuk Aszota I]

### Królowie Iberii
- Adarnase IV (król Iberii 888–916; kuropalates Iberii 891–923; król tytularny Iberii 916–923) [syn Dawida I]
- Zależność od Abchazji 912–923
- Dawid II (król tytularny 923–937) [syn]
- Aszot II (kuropalates 923–954;) [brat]
- Zależność od kalifatu Abbasydów 923–1072
- Symbat (król tytularny 937–958; kuropalates 954–958) [brat]
- Adarnase V (kuropalates 958 – ok. 961) [bratanek]
- Bagrat II Prosty (król tytularny 958–975; król 975–994) [syn Symbata]
- Gurgen II (koregent 975–994; król 994–1008) [syn]
- Dawid III Wielki (kuropalates 990–1000) [syn Adarnasego V]

## Królowie Gruzji
- Bagrat III (król Abchazji 978–1008, kuropalates 1000–1014, król zjednoczonej Gruzji 1008–1014; zdobył księstwo Kalarzene 1011) [syn Gurgena II; syn adoptowany Dawida III]
- Jerzy I gruziński (1014–1027) [syn]
- Bagrat IV (1027–1072) [syn]
- Dymitr (antykról 1035–1040 i 1047–1052) [brat]
- Jerzy II(inne języki) (1072–1089; tylko koregent 1089–1112) [syn Bagrata IV]
- Dawid IV Budowniczy (1089–1125) [syn]
- Demetriusz I (koregent 1125; król 1125–1155; abdykował) [syn]
- Zurab (koregent 1125?) [brat]
- Dawid V (1125) [syn Demetriusza I]
- Dymitr I (2. panowanie 1155–1156)
- Jerzy III (1156–1184) [syn]
- Tamara I Wielka (koregentka 1179–1184; królowa 1184–1213) [córka]
- Jerzy z Rusi (koregent ok. 1185–1187; książę suzdalski) [mąż]
- Dawid Soslan (koregent ok. 1193–1207) [mąż Tamary I; w 4. stopniu potomek Demetriusza, antykróla]
- Jerzy IV Lasza (Błyszczący) (koregent 1205–1213; król 1213–1223) [syn]
- Rusudan (1223–1245) [siostra]
- Zależność od Mongołów 1231–1295
- Interregnum 1245–1250

Dynastia Seldżukidów
- Dawid VI (koregent 1234–1245; król 1250–1258; król Imeretii 1258–1293) [syn Rusudan I i N., wnuka Kilidż Arslana II, sułtana Ikonium]

Dynastia Bagratydów
- Dawid VII (1250–1269) [syn Jerzego IV]
- Interregnum 1269–1273
- Dymitr II Ofiarny (1273–1289) [syn]

Dynastia Seldżukidów
- Wachtang II (1289–1292) [syn Dawida VI]

Dynastia Bagratydów
- Dawid VIII (1292–1301; koregent od 1291 i 1301–1310) [syn Demetriusza II]
- Wachtang III (1301–1307) [brat]
- Jerzy V Mały (1307–1314) [syn Dawida VIII]
- Jerzy VI Wspaniały (koregent 1299–1314; król 1314–1346) [stryj]
- Dawid IX (1346–1360) [syn]
- Bagrat V Wielki (koregent od ok. 1355–1360; król 1360–1395) [syn]
- Zależność od Timurydów 1387–1405
- Jerzy VII (koregent 1369–1395; król 1395–1405) [syn]
- Konstantyn I gruziński (1405–1412) [brat]
- Bagrat (koregent ok. 1408–1412) [syn]
- Jerzy (koregent ok. 1408–1412) [brat]
- Aleksander I Wielki (koregent ok. 1408–1412; król 1412–1442; abdykował, zmarł 1446) [brat]
- Zaal (koregent 1433–1442) [syn]
- Wachtang IV (koregent 1433–1442; król 1442–1446) [brat]
- Dymitr III (koregent 1433–1446; król „de iure” 1446–1453) [brat]
- Jerzy VIII (koregent 1433–1446; król „de facto” 1446–1465; antykról Kachetii 1466–1476) [brat]
- Bagrat VI (1465–1478; antykról Imeretii 1454–1465) [syn koregenta Jerzego]
- Konstantyn II (koregent ok. 1465–1478; król Gruzji 1478–1490/91; król Kartlii 1490/91–1505) [syn Demetriusza III]
- Rozpad Gruzji na kilka części
- Bagrat (koregent ok. 1488–1490/1; zmarł 1539; książę Muchrani) [syn]
- Dymitr (koregent ok. 1488–1490/91) [brat]

## Władcy lokalnych państw

### KrólowieKolchidy
- Akes (Aku) (król Kolchidy koniec IV w. p.n.e.)
- Saulaces (II w. p.n.e.)

Dynastia Mitrydatydów
- Mitrydates I (VI) Eupator Dionizos (ok. 101–70; król Pontu i Bosporu)
- Mitrydates II (VII) (koregent 85–83) [syn]
- Machares (koregent 81–70, uzurpator 70–66) [brat]
- Mitrydates I (VI) (2. panowanie 66-64; usunięty, zmarł 63)
- Arystarch (64–63)
- Farnakes (II) Filoromajos (63–47) [syn Mitrydatesa I]
  - Mitrydates z Pergamonu (antykról 47)
- Dynamis Filoromajos (47–14) [córka Farnakesa (II)]
- Asander Filokajsar Filoromajos (koregent 47–17) [mąż]
- Skryboniusz (koregent 17–15) [2. mąż Dynamis]
- Marek Antoniusz Polemon I Eusebes Soter (koregent 15–14; król 14–8) [3. mąż Dynamis]

Dynastia Asandrydów
- Tyberiusz Juliusz Aspurgos Filoromajos (8 p.n.e. – 37 n.e.) [syn Asandra i Dynamis]
- Gepaepyris (37–39) [wdowa; córka króla trackiego Kotysa VIII i Antonii Tryfeny, córki Polemona I]
- Gajusz Juliusz Polemon II Filogermanik Filopatris (38–39; król Pontu 38–64; usunięty, zmarł 69?) [brat]
- Klaudiusz Mitrydates III (VIII) Filogermanik Filopatris (39–45; usunięty, zmarł 68) [syn Aspurgosa i Gepaepyris]
- Tyberiusz Juliusz Kotys I Filokajsar Filoromajos Eusebes (45–63; usunięty, zmarł 68) [brat]
- Podbój Kolchidy przez Rzym 63

### Królowie Lazyki
- Agros (król Lazyki ok. II w. n.e.)
- Malassas (ok. 131)
- Nieznani królowie
- Mirdat (ok. 360–380)
- Baraz-Bakur (ok. 380–395)
- Panowanie Iberii ok. 395–456
- Gubas I (ok. 456–515/20)
- Damnazes (515/20–522)
- Tzathes I (522 – ok. 540) [syn]
- Gubas II (ok. 540–555)
- Okupacja perska 541–561
- Tzathes II (555 – ok. 570) [brat]
- Panowanie Bizancjum 561–660
- Barnuk I (ok. 660–670)
- Grigor (ok. 670–675)
- Barnuk II (ok. 675–691)
- Podbój Lazyki przez Bizancjum 691

### KrólowieAbchazji
- Rhesmagas (król Abazgów ok. 131)
- Julian (król Apsiliów ok. 131)
- Nieznani władcy

Gubernatorzy Abchazji – Dynastia Anczabadydów
- Anos (gubernator (eristawi) Abchazji, jako wasal Bizancjum ok. 510–530)
- Ghozar (ok. 530–550) [syn]
- Justyn (ok. 550–580) [syn]
- Finiktios (ok. 580–610) [syn]
- Baruk (ok. 610–640) [syn]
- Demetriusz I (ok. 640–660) [syn]
- Teodozjusz I (ok. 660–680) [syn]
- Konstantyn I (ok. 680–710) [syn]
- Teodor (ok. 710–730) [syn]
- Konstantyn II (ok. 730–745) [syn]
- Leon I (książę ok. 745–766/7) [brat]

Królowie Abchazji
- Leon II (766/7–810/1; król (mepe) Abchazji od ok. 790) [syn Konstantyna II]
- Teodozjusz II (810/1–836/7) [syn]
- Demetriusz II (836/7–871/2) [brat]
- Jerzy I Agczepeli (871/2–877/8) [brat]

Dynastia Szawlianich
- Jan (877/8–879; książę Szawliani)
- Adarnase (ok. 879–887) [syn]

Dynastia Anczabadydów
- Bagrat I (ok. 887–899) [syn Demetriusza II; mąż wdowy po Adarnase]
- Konstantyn III (899–915/6) [syn; mąż córki Adarnase]
- Jerzy II (915/6–959/60) [syn]
- Bagrat II (koregent 915/6-?) [brat]
- Leon III (959/60–968/9; wicekról Iberii 918/9–959/60) [syn Jerzego II]
- Demetriusz III (968/9–975/6) [brat]
- Teodozjusz III (975/6–978) [brat]

Dynastia Bagratydów
- Bagrat III (978–1008) [po kądzieli wnuk Jerzego II; syn Gurgena, króla Iberii]
- Zjednoczenie Abchazji z Iberią i powstanie Gruzji 1008

Książęta Abchazji – Dynastia Szirwaszydze
- Otago I Szirwaszydze (książę Abchazji ok. 1040) [syn Czaczy, księcia Kwabuleti]
- Otago II (książę Suchumi=Abchazji) przed 1184–1213)
- Dardan (? – 1243) [syn?]
- N.N. (ok. 1330)
- Rabia (ok. 1459)
- Salomon I przed 1491 – po 1495; ogłosił niezależność 1491) [syn?]
- Arskan (Azra Chan) (ok. 1520) [syn]
- N.N. (ok. 1550) [syn?]
- N.N. (ok. 1580) [syn]
- Kara Bej (ok. 1637) [syn]
- Kuapu (ok. 1650) [syn?]
- Salomon II (ok. 1665) [syn?]
- Dżigetszi (ok. 1700) [syn]
- Hamid Bej I (ok. 1730) [syn]
- Mancza I (Manuczar Bej) (? – 1770) [syn]
- Mancza II (Manuczir Bej) (1770) [syn]
- Zurab (Suraba Bej) (1770–1779) [brat]
- Leon III (Muhammad Pasza) (1779–1789) [stryj]
- Kelesz-Ahmad Bej (Kelem Bej) (1789–1808) [syn Manczy II]
- Jerzy III (Safar-Ali Bej) (1808–1821) [syn]
- Arslan Bej (antyksiążę 1808–1810) [brat]
- Demetriusz II (Umar Bej) (1821–1823) [syn Jerzego III]
- Michał (Hamid Bej II) (1823–1864; usunięty, zmarł 1866) [brat]
- Podbój Abchazji przez Rosję 1864

### Książęta Kalarzene-Dżawacheti
Dynastia Chosroidów (Mihranidów)
- Mitrydates (książę Kalarzene i Dżawacheti 534-?) [syn Wachtanga I Gorgasala, króla Iberii]

Linia Guramidów
- Guram I (Gurgen I) (? – ok. 590; książę Iberii) [bratanek]
- Stefan I (ok. 590–627) [syn]
- Guram II (627 – ok. 693) [syn?]
- Guram III Młodszy (ok. 693–748) [wnuk?]
- Guram IV (Gurgen II) (ok. 748 – ?) [syn]
- Stefan II (?-786) [syn]

Dynastia Bagratydów
- Adarnase I (786 – ?) [po kądzieli wnuk Gurama III]
- Aszot I Wielki (? – 830; książę Iberii) [syn]

Książęta Kalarzene
- Adarnase II (otrzymał Kalarzene po podziale 830–867/81) [syn]
- Symbat I Wielki (książę Artanudżi-Kalarzene 867/81–889) [syn]
- Bagrat I (889–900) [syn]
- Gurgen III (900–923) [syn]
- Aszot II Szybki (923 – ?) [brat]
- Gurgen IV Wielki (? – 941) [zięć; syn Adarnase III, księcia Tao Górnego]
- Symbat II (941–988) [wnuk Symbata I]
- Dawid (988–993) [syn]
- Symbat III (993–1011; Gruzja podbija Artanudżi-Kalarzene 1011) [bratanek]

Książęta Dżawacheti
- Guram V (otrzymał Dżawacheti po podziale 830 – ok. 876) [syn Aszota I Wielkiego]
- Adarnase II (ok. 876 – po 897) [prawnuk Aszota I Wielkiego]
- Zjednoczenie z Tao Dolnym 881 i Iberią 888
- Dawid (książę Kweli-Dżawacheti po 897–937) [syn]
- Aszot II (937–954) [brat]
- Symbat (954–958) [brat]
- Bagrat I Prosty (958–994) [syn]
- Gurgen III (994–1008) [syn]
- Bagrat II (1008–1014) [syn]
- Zjednoczenie z Iberią i powstanie Gruzji 1008

### KrólowieKachetii
Książęta Kachetii – Dynastia Chosroidów (Mihranidów)
- Adarnase I (książę Kachetii po 580–637/42; książę Iberii) [syn Bakura III, króla Iberii]
- Stefan I (637/42–650) [syn]
- Adarnase II (ok. 650–684/5;) [syn]
- Zależność od kalifatu Omajjadów, potem Abbasydów ok. 650–765
- Stefan II (685/736) [syn]
- Mirian (685/736–736) [syn]
- Arczil (736–786) [brat]
- Dżuanszer („de iure” 786 – po 807) [syn]

Książęta z różnych dynastii
- Grzegorz (786–827)
- Daczi Kwaboulidze (827–839)
- Samuel Donauri (839–861)
- Gabriel Donauri (861–881)
- Padla I Arewmaneli (881–893)

Dynastia Cyriacydów
- Cyriak (Kwirike) I (893–918)
- Padla II (918–929) [syn]
- Cyriak II (929–976) [syn]
- Dawid (976–1010) [syn]

Królowie Kachetii i Heretii
- Cyriak III Wielki (król Kachetii i Heretii 1010–1029; usunięty) [syn]
- Panowanie gruzińskie 1029–1039

Dynastia Bagratydów
- Gagik (1039–1058) [syn adoptowany Cyriaka III; po kądzieli wnuk Dawida]
- Aghsartan I (1058–1084) [syn]
- Cyriak IV (1084–1102) [syn]
- Aghsartan II (1102–1105) [syn]
- Podbój Kachetii przez Gruzję 1105

Królowie Kachetii
- Aleksander I (koregent gruziński ok. 1460–1465, antykról Kachetii 1476–1490; król Kachetii 1490–1511) [syn Jerzego VIII, króla Gruzji]
- Jerzy Zły (1511–1513) [syn]
- Panowanie Kartlii 1513–1520
- Leon (1520–1574) [syn]
- Aleksander II (1574–1602; usunięty) [syn]
- Dawid I (1602) [syn]
- Aleksander II (2. panowanie 1602–1605)
- Konstantyn I (1605) [syn]
- Tejmuraz I (1605–1614; usunięty) [syn Dawida I]
- Panowanie perskie 1614–1615
- Jesse (Isa Chan) (antykról 1614–1615) [wnuk Aleksandra II]
- Tejmuraz I (2. panowanie 1615–1616; usunięty)
- Okupacja perska 1616–1623
- Tejmuraz I (3. panowanie 1623–1633; usunięty)
- Okupacja perska 1632–1634
- Interregnum 1633–1636
- Tejmuraz I (4. panowanie 1636–1648; usunięty, zmarł 1663)
- Panowanie Kartlii 1648–1656
- Okupacja perska 1648–1664
- Arczil (1664–1675; usunięty, zmarł 1713; król Imeretii) [syn Wachtanga V, króla Kartlii]
- Herakliusz I (1675–1676; usunięty, zmarł 1710) [wnuk Tejmuraza I]
- Panowanie perskie 1676–1703
- Dawid II (Imam Kuli Chan) (1703–1722) [syn]
- Konstantyn II (Mahmud Kuli Chan) (1722–1729; usunięty, zmarł 1732) [brat]
- Tejmuraz II (1729–1744; usunięty, zmarł 1762; król Kartlii) [brat]
- Panowanie perskie 1736–1738
- Herakliusz II (1744–1762; król Kartlii) [syn]
- Zjednoczenie Kachetii z Kartlią 1762

### Książęta Tao
Dynastia Bagratydów
- Adarnase I (książę Tao 786 – ?) [wnuk Aszota III, ks. Armenii]
- Aszot I Wielki (? – 830) [syn]
- Podział na Tao Dolne i Tao Górne 830

Książęta Tao Dolnego
- Bagrat I (otrzymał Tao Dolne po podziale 830-876; książę Iberii) [syn]
- Dawid I (876–881) [syn]
- Adarnase II (881–923; król Iberii) [syn]
- Dawid II (923–937) [syn]
- Aszot II (937–954) [brat]
- Zjednoczenie z Tao Górnym 941–958
- Symbat (954–958) [brat]
- Bagrat II Prosty (958–994) [syn]
- Gurgen (994–1008) [syn]
- Bagrat III (1008–1014) [syn]
- Zjednoczenie z Tao Górnym 1008

Książęta Tao Górnego
- Adarnase II (otrzymał Tao Górne po podziale 830–867/81; książę Kalarzene) [syn Aszota I Wielkiego]
- Gurgen I (867/81–891; książę Iberii) [syn]
- Adarnase III (891–896) [syn]
- Dawid I (896–908) [syn]
- Aszot II Niedojrzały (908–918) [stryj]
- Gurgen II Wielki (918–941; książę Artanudżi-Kalarzene) [syn Adarnasego III]
- Aszot III (941–954) [w 4. stopniu potomek Aszota I Wielkiego]
- Symbat (954–958) [brat]
- Adarnase IV (958 – ok. 961) [bratanek]
- Bagrat I (ok. 961–966) [syn]
- Dawid II Wielki (966–1000) [brat]
- Bagrat II (1000–1014) [syn adoptowany; syn Gurgena II, króla Iberii]
- Zjednoczenie z Tao Dolnym i powstanie Gruzji 1008

### Książęta Heretii
Dynastia Aranszahikidów – książęta Szake i Heretii
- Symbat (książę Szake ok. 800 – przed 820) [syn N., księcia Aranszahikide]
- Sahil (przed 820 – ok. 854) [syn]
- Muawija (ok. 854–885) [syn]
- Hamam Wschodni (885–895; książę Heretii od 893; król Albanii) [syn]
- Pipe (895 – ok. 913; król Albanii) [brat]
- Atrnerseh (Adarnase) (913–944; król Albanii) [syn Hamama]
- Dinar (944 – ok. 950; król Albanii) [wdowa; córka Adarnase III, księcia Tao]
- Iszchanik (Abu Abdalmalik) (944–951; król Albanii) [syn]
- Jan Senekerim (951–959)
- Panowanie Kachetii ok. 960–1104
- Abulal (ok. 1010) [syn Iszchanika?]

Dynastia Bagratydów?
- Grzegorz I (książę Heretii pod zwierzchnictwem Kachetii, potem Gruzji)
- Asam (Asat) I (? – 1117) [syn]
- Wardan (ok. 1117–1163) [kuzyn]
- Grzegorz II (po 1163–1178) [syn Asata I]
- Saghir (1178 – po 1184) [brat Wardana]
- Asat II (po 1184–1193/6) [syn]
- Grzegorz III (1193/6 – po 1200) [syn]
- Szota Czarny (po 1200 – po 1239; usunięty, zmarł 1250) [syn]
- Włączenie Heretii do Gruzji po 1239

### KsiążętaMingrelii
Książęta Dadiani – Dynastia Dadianich
- Jan I (książę Maruszydze ok. 978 – ?; wicekról Iberii)
- Jan II Dadiani (książę Dadiani ok. 1040)
- Wardan I (książę Swanetii –1072–)
- Szansze Dadiani (po 1156 – ?)
- Jan III Wardanidze (–1177–) [syn?]

Książęta Mingrelii
Dynastia Dadiani-Gurieli
- Wardan II (Bedian I) (książę Mingrelii 1184–1213) [syn?]
- Dżuanszer (Szergil) (ok. 1220–1250) [syn]
- Wardan III (ok. 1250–1260) [syn]
- Tsotne (Bedian II) (ok. 1260–1290) [brat]
- Jerzy I (ok. 1290–1323) [syn]
- Mamia I (1323–1345; książę Gurii) [syn]
- Jerzy II (1345–1384; książę Swanetii) [syn]
- Wamek I (1384–1396) [syn]
- Mamia II (1396–1414) [syn]
- Liparit I (1414–1470) [syn]
- Szaman ad-Daula (Szamandawle) I (1470–1474; książę Swanetii) [syn]
- Wamek II (1474–1482) [stryj]
- Liparit II (1482–1512; ogłosił niezależność 1491) [syn Szamandawlego I]
- Mamia III (1512–1532) [syn]
- Leon I (1532-1546; usunięty, zmarł 1572) [syn]
- Jerzy III (1546–1574; usunięty) [syn]
- Mamia IV (1574; usunięty) [brat]
- Jerzy III (2. panowanie 1574–1582)
- Manuczar I (1582–1611) [brat]
- Leon II (1611–1657) [syn]
- Liparit III (1657–1658) [wnuk Manuczara I?]
- Wamek III (1658–1660; usunięty, zmarł 1661; król Imeretii) [wnuk Leona I]
- Szamandawle II (Leon III) (1660–1680) [wnuk Manuczara I]
- Leon IV (1681–1691; usunięty, zmarł ok. 1694) [syn]

Dynastia Czikowani-Dadiani
- Jerzy IV Lipartiani (1691–1704; abdykował) [po kądzieli wnuk Szamandawlego II]
- Katsia I (1704–1710) [syn]
- Jerzy IV (2. panowanie 1710–1714; usunięty, zmarł po 1716)
- Bedżan (1715–1728) [syn]
- Otia (1728–1744) [syn]
- Katsia II (1744–1788) [syn]
- Grzegorz (1788–1791; usunięty) [syn]
- Manuczar II (1791–1793; usunięty, zmarł po 1804) [brat]
- Grzegorz (2. panowanie 1793–1804)
- Protektorat rosyjski 1803–1866
- Tariel (antyksiążę 1793–1794; usunięty, zmarł 1802) [brat]
- Leon V (1804–1846; regencja 1804–1806) [syn Grzegorza]
- Dawid (1846-1853) [syn]
- Mikołaj (1853–1866; regencja 1853–1857; abdykował, zmarł 1903) [syn]
- Podbój Mingrelii przez Rosję 1866

### WładcyMeschetii
Książęta Dżakeli – Dynastia Dżakelich (Cziadze)
- Jan I (książę Cziadze (Dżakeli) pod zwierzchnością Gruzji ok. 1000–1027)
- Beszken I (książę Tucharisi ok. 1027–1045) [syn]
- Botso I (margrabia Dżaki) [brat?]
- Murwan (Mirian) I (książę Kweli ? – po 1070) [syn Beszkena I]
- Beszken II Dżakeli (po 1070–1118) [syn]
- Murwan II (ok. 1050) [syn]

Książęta Kweli
- Murwan (Mirian) (książę Kweli ? – po 1070) [syn Beszkena I]
- Parsman (ok. 1150) [wnuk]
- Zaal (ok. 1180) [syn?]

Książęta Meschetii
- Botso II (książę Meschetii 1184/1213) [syn Murwana II?]
- Jan II Kwarkware I (1223/1247) [brat?]
- Sergiusz I (? – 1285) [wnuk]
- Zależność od Il-Chanów 1266–1334
- Beka I (1285–1308) [syn]
- Sergiusz II (1308–1334) [syn]
- Kwarkware II (książę i atabeg 1334–1361) [syn]
- Zależność od Gruzji 1334–1463
- Beka II (1361–1391) [syn]
- Jan III (1391–1444) [syn]
- Aghbugha (1444–1451) [syn]
- Kwarkware III Wielki (1451–1466; ogłosił niezależność 1463) [stryj]
- Bahadur (1466–1475) [syn]
- Manuczar I (1475–1487) [brat]
- Kwarkware IV (1487–1500) [syn Aghbughy]
- Kajchusrau I (1500–1502) [syn]
- Mzeczabuk Wielki (1502–1515) [brat]
- Kwarkware V (1515–1535) [syn Kajchusrau I]
- Panowanie Imeretii 1535–1545
- Kajchusrau II (1545–1573) [syn]

Paszalik Achaltsiche
- Kwarkware VI (1573–1581; pasza pod zwierzchnością turecką od 1579) [syn]
- Manuczar II (Mustafa Pasza) (1581–1614) [brat]
- Manuczar III (1614–1625) [syn]
- Beka III (Sefer Pasza) (1625–1635) [syn Kajchusrau II]
- Jusuf I (1635–1647) [syn]
- Rostom (1647–1659) [syn]
- Arslan I (1659–1680) [syn]
- Jusuf II (1680–1690) [syn]
- Selim (1690–1701) [brat]
- Iszak (1701–1705; usunięty) [syn Jusufa II]
- Arslan II (1705–1708; usunięty) [syn Selima]
- Iszak (2. panowanie 1708–1716; usunięty)
- Arslan II (2. panowanie 1716–1718)
- Iszak (3. panowanie 1718–1737; abdykował)
- Jusuf III (1737–1744) [syn]
- Podbój Achaltsiche przez Turków osmańskich 1744

### KsiążętaSwanetii
Dynastia Dadiani-Gurieli
- Wardan (książę Swanetii ok. 1072)
- Baram (1184/1213)
- Jan (ok. 1270) [prawnuk brata?]
- Mamia (ok. 1330; ks. Mingrelii i Gurii) [bratanek]
- Jerzy (1345/1384; ks. Mingrelii) [syn]
- Kachaber (przed 1372-?) [syn]
- Szamandawle (ok. 1470/4; ks. Mingrelii) [prawnuk brata]

Dynastia Gelowanich
- Absalom (po 1474-?)
- N.N.?
- Panowanie perskie ok. 1505–1516

Książęta Swanetii Wschodniej
- Szmagi (książę pod zwierzchnością osmańską ok. 1570)
- Nieznani książęta?
- Datua (ok. 1640)
- Nieznani książęta?
- Kajchusrau (ok. 1770–1799)
- Beri (1799–1810)
- Zjednoczenie z Mingrelią 1810

Książęta Swanetii Zachodniej – Dynastia Dadeszkelianich
- Imam (książę pod zwierzchnością osmańską ok. 1550)
- Nieznani książęta
- Kargi (Otar Wielki) (ok. 1720–1750)
- Mistost (Tengis Bej) (ok. 1750–1780) [syn]
- Baba (Tsioch) (ok. 1780–1812) [brat]
- Michał (Tatar Chan) (1812–1849) [syn]
- Zależność od Rosji 1833–1857
- Mikołaj (Tsioch Bej) (1812–1841) [syn Mistost-Tingisa]
- Konstantyn (Mirza Chan) (1841–1857; regencja 1841–1846; usunięty, zmarł 1858) [syn]
- Dżansuch (1849–1855) [syn Tatar Chana]
- Swanetia Zachodnia włączona do Rosji 1857

### KsiążętaGurii
Dynastia Dadiani-Gurieli
- Mamia I (książę Gurii 1323–1345; książę Mingrelii) [syn Jerzego I, księcia Mingrelii]
- Kachabar I (pprzed 1372-?; książę Swanetii) [wnuk]
- Jerzy I (–1422–) [syn]
- Mamia II (ok. 1450–1469) [w 5. stopniu potomek Mamii I]
- Kachabar II (1469–1483) [syn?]
- Jerzy II (1483–1512; ogłosił niezależność 1491) [syn]
- Mamia III (1512–1534) [syn]
- Rostom (1534–1564) [syn]
- Jerzy III (1564–1583; abdykował) [syn]
- Wachtang I (1583–1587) [syn]
- Jerzy III (2. panowanie 1587–1600)
- Mamia IV (1600–1625) [syn]
- Szymon I (1625; usunięty, zmarł po 1672) [syn]
- Kajchusrau I (1625–1658) [syn Wachtanga]
- Demetriusz (1659–1668; król Imeretii) [syn Szymona]
- Jerzy IV (1669–1684; król Imeretii) [syn Kajchusrau I]
- Malakia (antyksiążę 1685; usunięty) [brat]
- Kajchusrau II (1685–1689) [syn Jerzego IV]
- Malakia (po raz 2. antyksiążę 1689)
- Mamia V (1689–1714; król Imeretii) [syn Jerzego IV]
- Jerzy V (1714–1726; antyksiążę 1712; król Imeretii) [syn]
- Kajchusrau (antyksiążę 1716) [brat]
- Mamia VI (1726–1744; usunięty) [syn Jerzego V]
- Jerzy VI (1744–1760; usunięty) [brat]
- Mamia VI (2. panowanie 1760–1765; usunięty)
- Jerzy VI (2. panowanie 1765–1768; usunięty)
- Mamia VI (3. panowanie 1768–1778)
- Szymon II (1778–1792) [syn Jerzego VI]
- Wachtang II (1792–1803; usunięty, zmarł po 1814) [brat]
- Mamia VII (1803–1823; regencja 1803–1809) [syn Szymona II]
- Protektorat rosyjski 1811–1830
- Dawid (1823–1829; regencja 1823–1829; usunięty, zmarł 1839) [syn]
- Guria włączona do Rosji 1829

Dynastia Szirwaszydze – książęta kolegialni Gurii
- Jerzy I Szirwaszydze (książę Gurii przed 1699 – po 1714; książę Sadżawacho i Surebi) [zięć Mamii V Gurieli, króla Imeretii i księcia Gurii]
- Bagrat (ok. 1700) [brat?]
- Jerzy II (przed 1714 – po 1744) [syn Jerzego I]
- Kajchusrau I (ok. 1721) [syn Bagrata]
- Zaal (przed 1726 – po 1770) [wnuk Jerzego II]
- Zurab (przed 1726 – po 1744) [brat]
- Jerzy III (przed 1736 – po 1744) [brat]
- Dawid (przed 1744 – po 1790) [brat]
- Maksym I (przed 1744 – po 1770) [brat]
- Maksym II (przed 1744 – po 1776) [syn Jerzego III]
- Rostom (ok. 1796) [stryj]
- Kajchusrau II (przed 1796 – po 1800) [syn Jerzego III]
- Wachtang (przed 1800–1829) [syn Rostoma]
- Jerzy IV (przed 1810–1829) [prawnuk Jerzego III]
- Guria włączona do Rosji 1829

### KrólowieImeretii
Dynastia Seldżukidów
- Dawid I Narin (1258–1293; król Gruzji 1250–1258 jako Dawid VI) [syn Rusudan I i N., wnuka Kilidż Arslana II, sułtana Ikonium]
- Konstantyn I (1293–1326) [syn]
- Michał (1326–1329) [brat]
- Bagrat I Mały (tylko książę 1330–1372) [syn Konstantyna I]
- Aleksander I (1372–1387; król 1387–1389) [syn]
- Jerzy I Święty (1389–1392) [brat]
- Panowanie gruzińskie 1392–1396
- Konstantyn II (1396–1401) [brat]
- Panowanie gruzińskie 1401–1455
- Demetriusz (tylko książę po 1415–1455) [syn Aleksandra I]

Dynastia Bagratydów
- Bagrat II (antykról 1454–1465; król Gruzji jako Bagrat VI) [wnuk Konstantyna I, króla Gruzji; po kądzieli wnuk Demetriusza]
- Aleksander II (antykról 1478–1479, 1484–1487 i 1488–1491; król 1491–1510) [syn]
- Bagrat III (1510–1565) [syn]
- Jerzy II (1565–1585) [syn]
- Leon (1585–1588) [syn]
- Rostom (1588–1589; usunięty) [wnuk Bagrata III]
- Bagrat IV (1589–1590) [prawnuk Aleksandra II]
- Rostom (2. panowanie 1590–1604)
- Jerzy III (1604–1639) [brat]
- Aleksander III (1639–1660) [syn]
- Bagrat V Ślepy (1660; usunięty) [syn]

Dynastia Czuczunaszwilich
- Wachtang (1661; usunięty)

Dynastia Dadianich
- Wamek I (1661; książę Mingrelii)

Dynastia Bagratydów
- Arczil (Szach Nazar Chan) (1661–1663; usunięty) [syn Wachtanga V, króla Kartlii]

Dynastia Gurielich
- Demetriusz (1663–1664; usunięty, zmarł 1668; książę Gurii) [brat żony Wameka I]

Dynastia Bagratydów
- Bagrat V (2. panowanie 1664–1668; usunięty)

Dynastia Czuczunaszwilich
- Wachtang (2. panowanie 1668)

Dynastia Bagratydów
- Bagrat V (3. panowanie 1668–1678; usunięty)
- Arczil (2. panowanie 1678–1679; usunięty)
- Bagrat V (4. panowanie 1679–1681)

Dynastia Gurielich
- Jerzy IV (1681–1683; usunięty, zmarł 1684; książę Gurii)

Dynastia Bagratydów
- Aleksander IV (1683–1690; usunięty) [syn Bagrata IV]
- Arczil (3. panowanie 1690–1691; usunięty)
- Aleksander IV (2. panowanie 1691–1695)
- Arczil (4. panowanie 1695–1696; usunięty)
- Jerzy V Gocza (1696–1698) [w 7. stopniu potomek Konstantyna II, króla Kartlii?; mąż wdowy po Aleksandrze IV]
- Arczil (5. panowanie 1698; usunięty, zmarł 1713)
- Szymon (1699–1700) [syn Aleksandra IV]

Dynastia Abaszydze
- Jerzy VI (1700–1701; usunięty, zmarł 1722; książę Abaszydze)

Dynastia Gurielich
- Mamia (1701–1702; usunięty; książę Gurii) [syn Jerzego IV]

Dynastia Bagratydów
- Jerzy VII (1702–1711; usunięty) [syn Aleksandra IV]
- Regencja 1707–1725

Dynastia Gurielich
- Mamia (2. panowanie 1711; usunięty)

Dynastia Bagratydów
- Jerzy VII (2. panowanie 1711–1713; usunięty)

Dynastia Gurielich
- Mamia (3. panowanie 1713; usunięty, zmarł 1714)

Dynastia Bagratydów
- Jerzy VII (3. panowanie 1713–1716; usunięty, zmarł 1720)

Dynastia Gurielich
- Jerzy VIII (1716; usunięty, zmarł 1726) [syn Mamii]
- Panowanie tureckie 1716–1720

Dynastia Bagratydów
- Aleksander V (1720–1751) [syn Jerzego VII]
- Jerzy IX (1751; usunięty, zmarł po 1772) [brat]
- Salomon I Wielki (1751–1765; usunięty) [syn Aleksandra V]
- Tejmuraz (1765–1768; usunięty, zmarł 1772) [brat stryjeczny]
- Salomon I (2. panowanie 1768-1784)
- Dawid II (1784–1789; usunięty, zmarł 1795) [syn Jerzego IX]
- Kajchusrau (antykról 1784; usunięty, zmarł 1805; książę Abaszydze) [wnuk Jerzego VI; zięć Salomona I]
- Salomon II (1789–1810; usunięty, zmarł 1815) [wnuk Aleksandra V]
- Protektorat rosyjski 1804–1810
- Podbój Imeretii przez Rosję 1810

### KrólowieKartlii
Dynastia Bagratydów
- Konstantyn II (król Kartlii 1490/1–1505; wcześniej król Gruzji)
- Dawid X (koregent gruziński ok. 1488–1490/91; król 1505–1526) [brat]
- Zależność od Persji 1505–1516
- Jerzy IX (koregent gruziński ok. 1488–1490/91; król 1526–1534) [brat]
- Zależność od Turcji 1516–1620
- Luarsab I (1534–1557;) [syn Dawida X]
- Zależność od Persji 1536–1548
- Szymon I (Sułtan Mahmud) (1557–1569; usunięty) [syn]
- Dawid XI (Daud Chan) (1569–1578) [brat]
- Szymon I (Szach Nawaz I) (2. panowanie 1578–1599)
- Jerzy X (1599–1605) [syn]
- Luarsab II (1605–1614; usunięty, zmarł 1622) [syn]
- Bagrat VII (1614–1619) [syn Dawida XI]
- Szymon II (1619–1629) [syn]
- Tejmuraz I (1629–1633; król Kachetii) [w 7. stopniu potomek Jerzego VIII]
- Zależność od Persji 1632–1744
- Rostom (1633–1658) [syn Dawida XI]
- Wachtang V (Szach Nawaz II) (1659–1675) [syn adoptowany; w 4. stopniu potomek koregenta Bagrata, syna Konstantyna II]
- Jerzy XI (Szach Nawaz III) (1675–1688; usunięty, zmarł 1709) [syn]
- Zależność od Turcji 1683–1783
- Herakliusz I (Nazar Ali Chan) (1688–1703; usunięty, zmarł 1710) [wnuk Tejmuraza I]
- Wachtang VI (regent 1703–1711; król 1711–1714; usunięty) [wnuk Wachtanga V]
- Jesse (Ali Kuli Chan) (1714–1716; usunięty) [brat]
- Bakar (Szach Nawaz IV) (regent 1716–1717; król 1717–1719; usunięty) [syn Wachtanga VI]
- Wachtang VI (Husajn Kuli Chan) (2. panowanie 1719–1723; usunięty, zmarł 1737)
- Konstantyn III (Mahmud Kuli Chan) (1723; król Kachetii; usunięty, zmarł 1732) [syn Herakliusza I]
- Bakar (Ibrahim Pasza) (2. panowanie 1723; usunięty, zmarł 1750)
- Jesse (Mustafa Pasza) (2. panowanie 1723–1726; usunięty, zmarł 1727)
- Interregnum 1726–1736
- Arczil II (Abdallah Beg) (1736–1737) [syn]
- Interregnum 1737–1744
- Tamara II (1744; abdykowała, zmarła 1746) [córka Wachtanga VI]
- Tejmuraz II (1744–1762; król Kachetii) [mąż; syn Herakliusza I]

Królowie Kartlii i Kachetii (Gruzji Wschodniej)
- Herakliusz II (1762–1798) [syn]
- Protektorat rosyjski 1783–1801
- Jerzy XII (1798–1801] [syn]
- Dawid (XII) (król-regent 1801; usunięty, zmarł 1819) [syn]
- Podbój Gruzji Wschodniej przez Rosję 1801

### Książęta Muchrani
Dynastia Bagratydów
- Bagrat I (1512–1539; koregent gruziński ok. 1488–1490/91) [syn Konstantyna II, króla Kartlii]
- Aszotan I (1539–1561) [syn]
- Wachtang I (1561–1580; regent Kartli 1569–1579) [brat]
- Bagrat II (Tejmuraz I) (1580–1624; regent Kartli 1573–1574) [syn]
- Kajchusrau I (1624–1626; regent Kartli 1524–1526) [brat]
- Dawid (1626–1628) [syn Tejmuraza I, króla Kachetii]
- Wachtang II (1628–1658; abdykował; król Kartlii jako Wachtang V) [syn Bagrata II]
- Konstantyn I (1658–1668) [brat]
- Tejmuraz II (1668–1688) [syn]
- Aszotan II (1688 – ok. 1691) [brat]
- Papuna (ok. 1691–1696; usunięty) [brat]
- Konstantyn II (ok. 1696–1709; usunięty) [syn Tejmuraza II]
- Papuna (2. panowanie ok. 1709–1710; usunięty)
- Konstantyn III (ok. 1710–1716) [syn Aszotana II]
- Leon (1716-?) [syn Papuny]
- Herakliusz (1717 – ok. 1719) [stryj]
- Jesse (Ali Kuli Chan) (ok. 1719-1723; usunięty, zmarł 1727; król Kartlii) [brat Wachtanga VI, króla Kartlii]
- Interregnum ok. 1723-1734
- Mamuka (1734-1735) [syn Herakliusza]
- Konstantyn II (2. panowanie 1735–1756)
- Szymon (1756–1785) [syn Leona]
- Jan (1785–1800) [syn Konstantyna II]
- Konstantyn IV (1800-1801; usunięty, zmarł 1842) [syn]
- Muchrani włączone do Rosji 1801